# فينكس (فرقة)

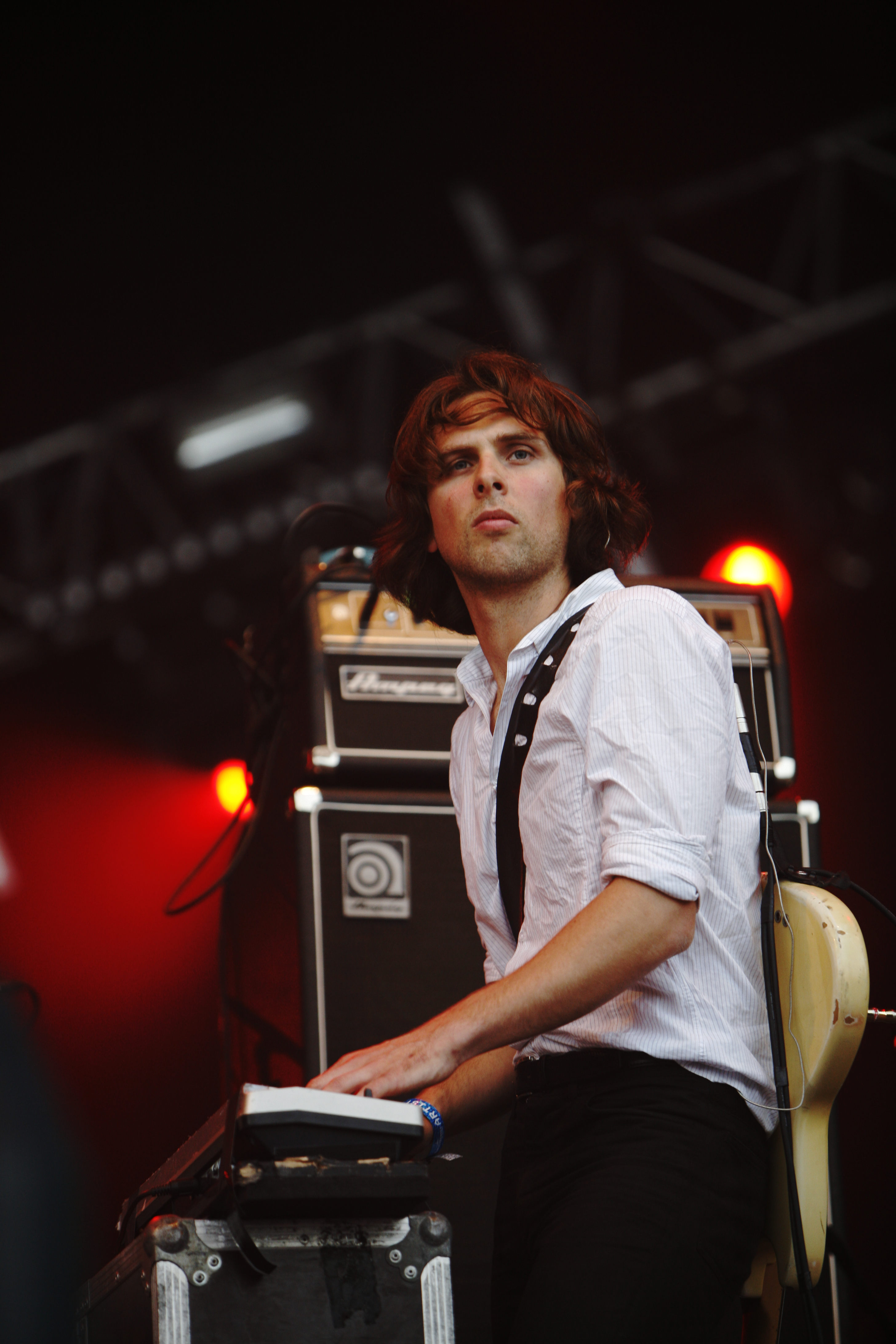
دِك دارسي, عضو من فنيكس

فينكس فرقة روك فرنسية تشكلت في نهاية التسعينات.

## التاريخ

### التأسيس وبداية الفرقة
نشأت فكرة فنيكس في التسعينيات عندما بدأ المطرب توماس مارس، وعازف القيثارة ديك دارسي، وعازف الجيتار كريس مازالاي، الذين كانوا جميعًا أصدقاء في المدرسة، العزف معًا كـ «فرقة مرآب» مقرها منزل مارس في ضواحي باريس. في عام 1995، انضم لوران برانكويتز، الأخ الأكبر لمازالاي، بشكل دائم إلى الفرقة على الجيتار بعد نهاية دارلين'.

## الأعضاء
- توماس مارس - الغناء الرئيسي، الطبول، الإيقاع.
- ديك دارسي - الباس، لوحات المفاتيح، الغناء المساعد.
- لوران برانكويتز - الغيتار الرئيسي، لوحات المفاتيح.
- كريس مازالاي - الغيتار الإيقاعي، دعم الغناء.

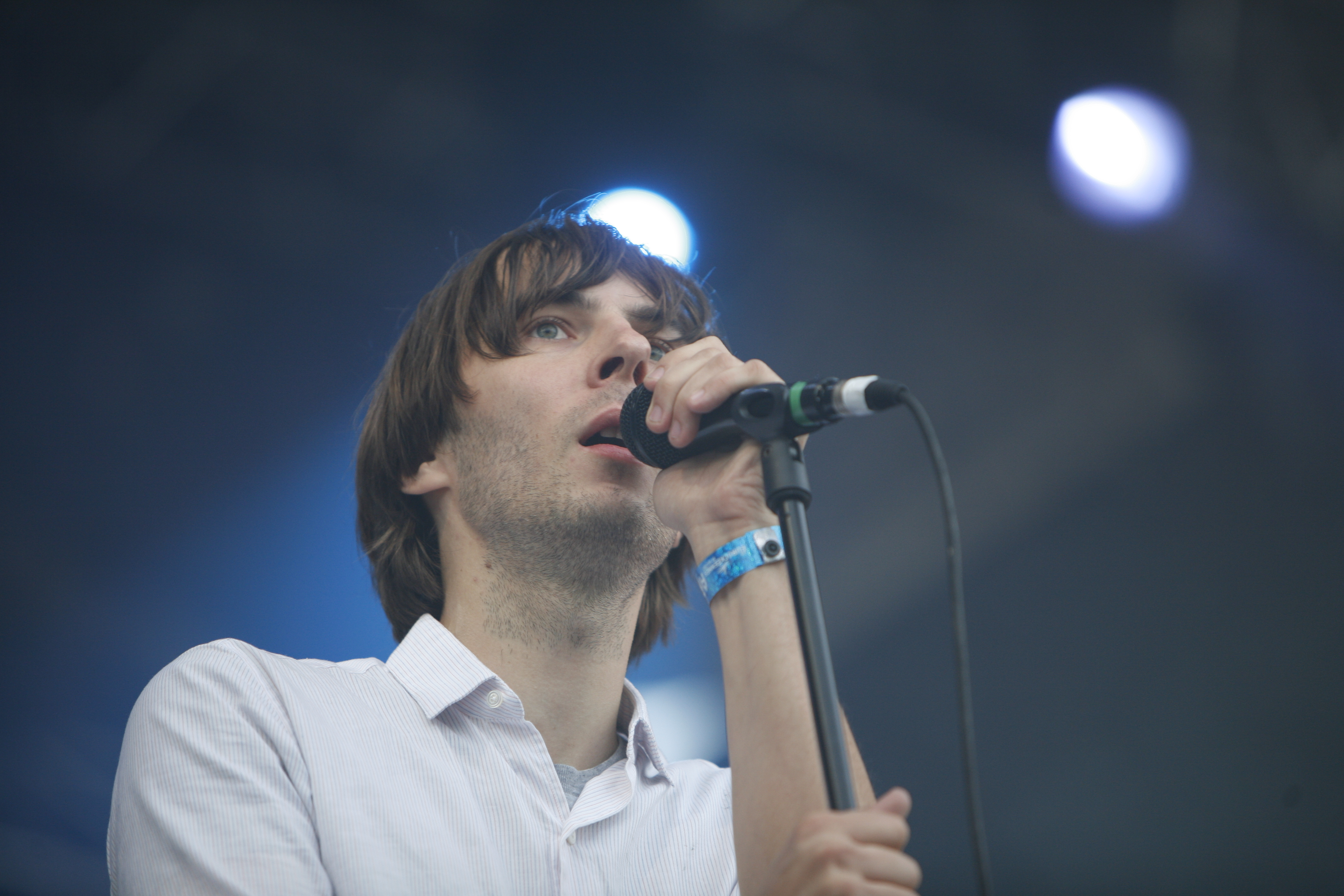
توماس مارس
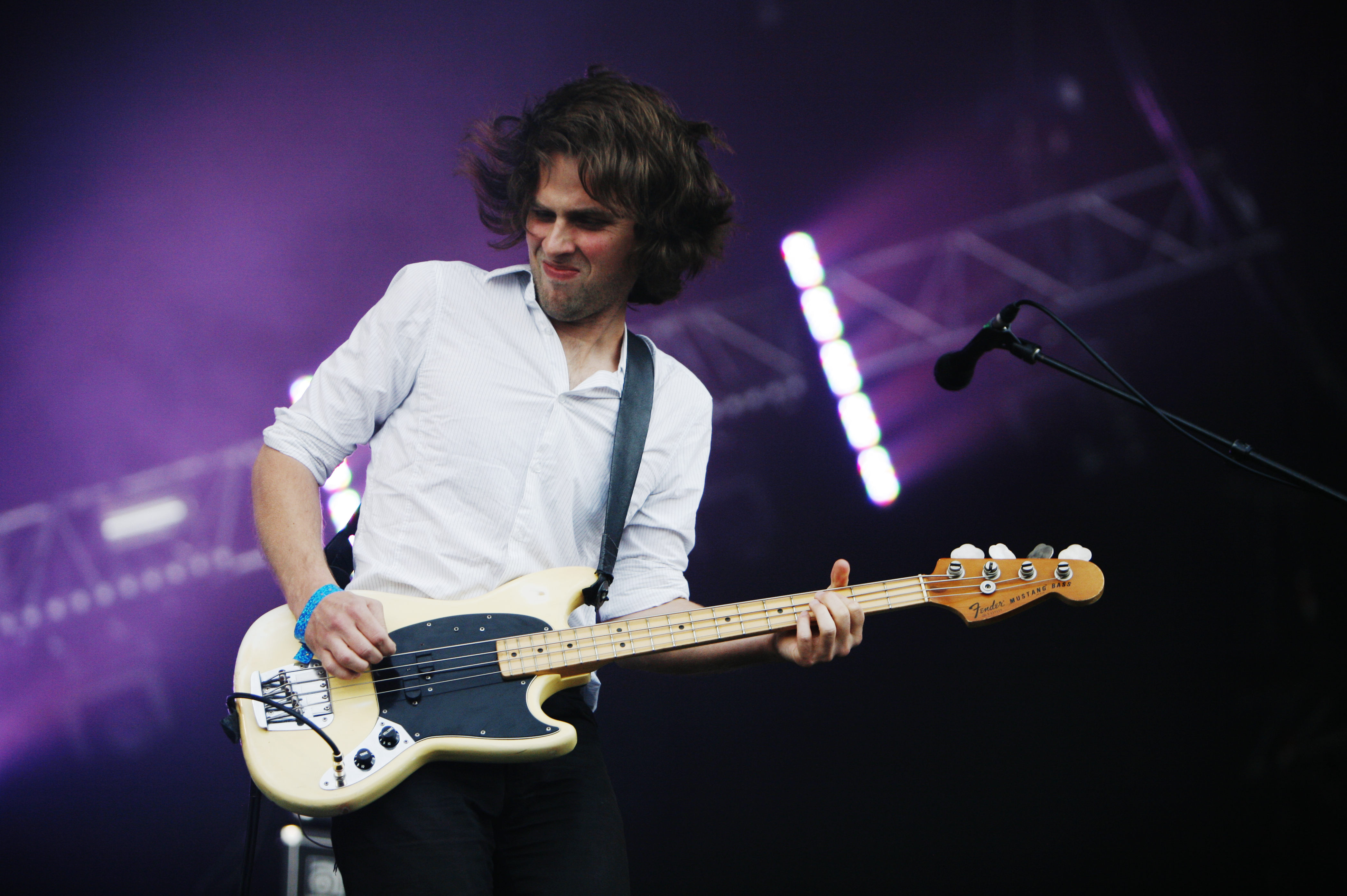
ديك دارسي
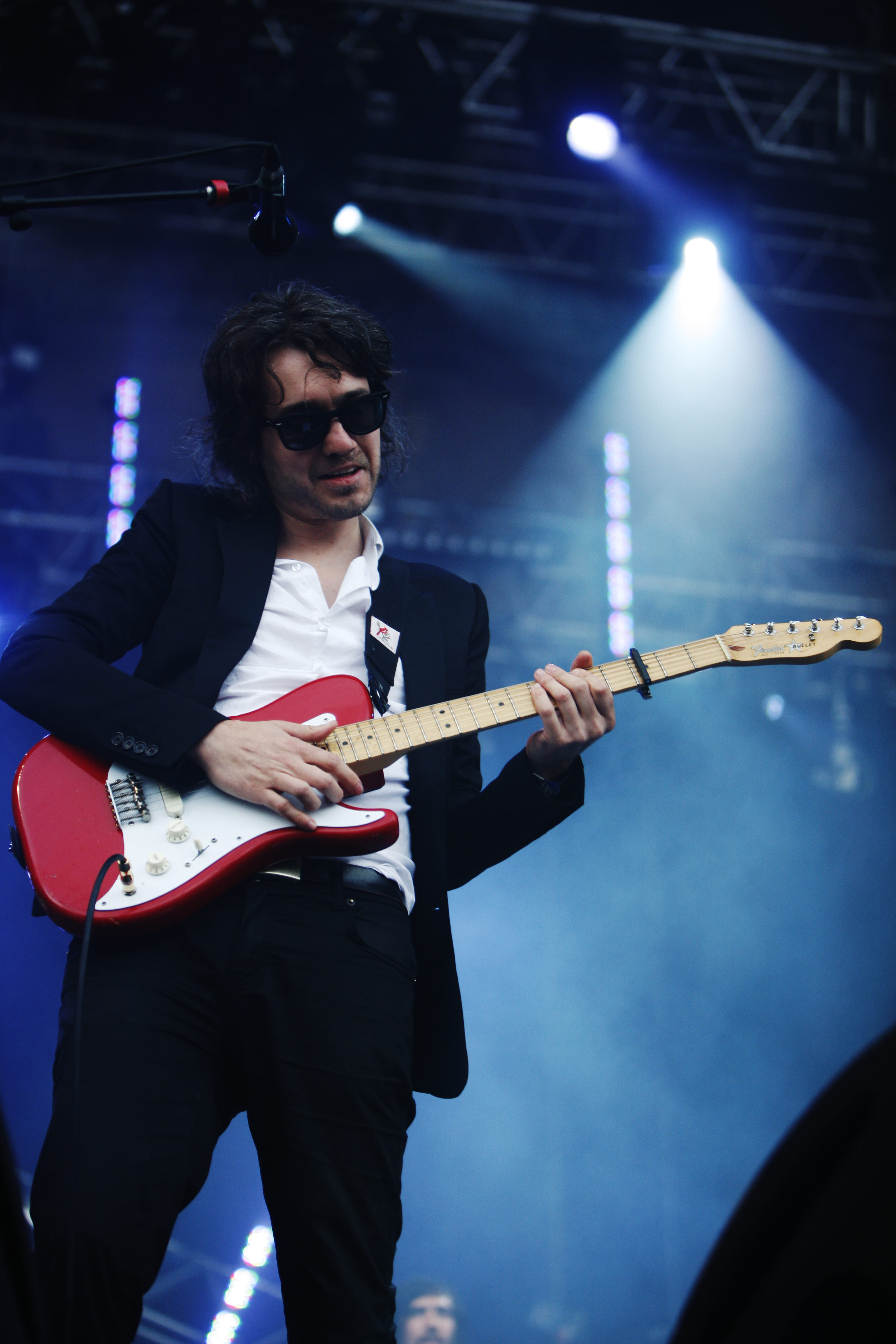
لوران برانكويتز
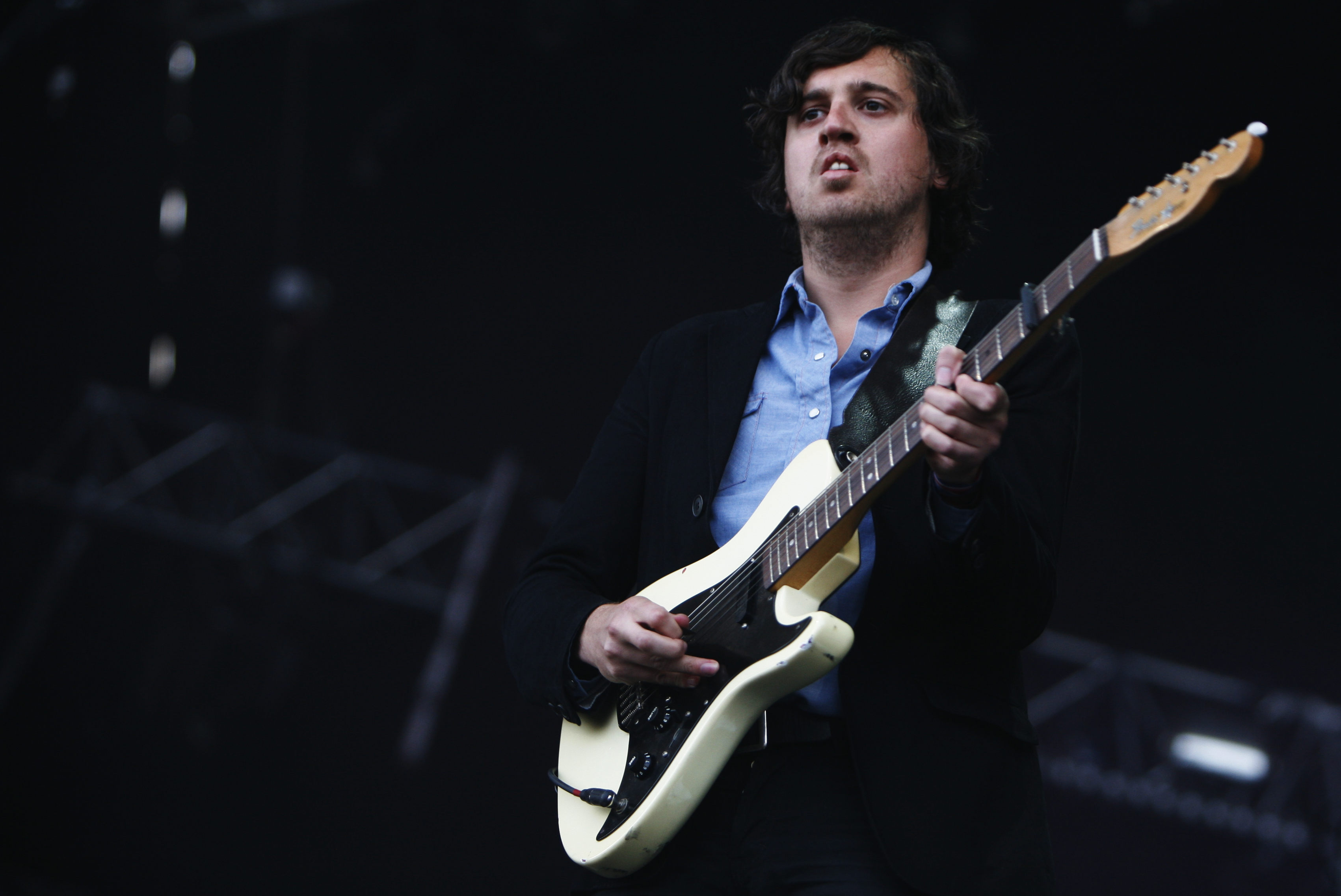
كريس مازالاي

## وصلات خارجية
- موقع وب فنيكس الرسمي
- فينكس على موقع IMDb (الإنجليزية)
- فينكس على موقع ألو سيني (الفرنسية)
- فينكس على موقع ميوزك برينز (الإنجليزية)
- فينكس على موقع رولينغ ستون (الإنجليزية)
- فينكس على موقع أول ميوزيك (الإنجليزية)
- فينكس على موقع ديسكوغز (الإنجليزية)